# 미나미후루야촌
미나미후루야촌(南古谷村)은 사이타마현 이루마군에 있던 촌이다. 

## 역사
- 1889년 4월 1일 - 정촌제 시행에 수반해 이루마군 미나미후루야촌이 성립하였다.
- 1955년 4월 1일 - 가와고에시에 편입되었다.

## 교통

### 철도
- 국철
  - 가와고에 선